# Menemerus semilimbatus
Menemerus semilimbatus là một loài nhện trong họ Salticidae.
Loài này thuộc chi Menemerus. Menemerus semilimbatus được Carl Wilhelm Hahn miêu tả năm 1829.

## Hình ảnh

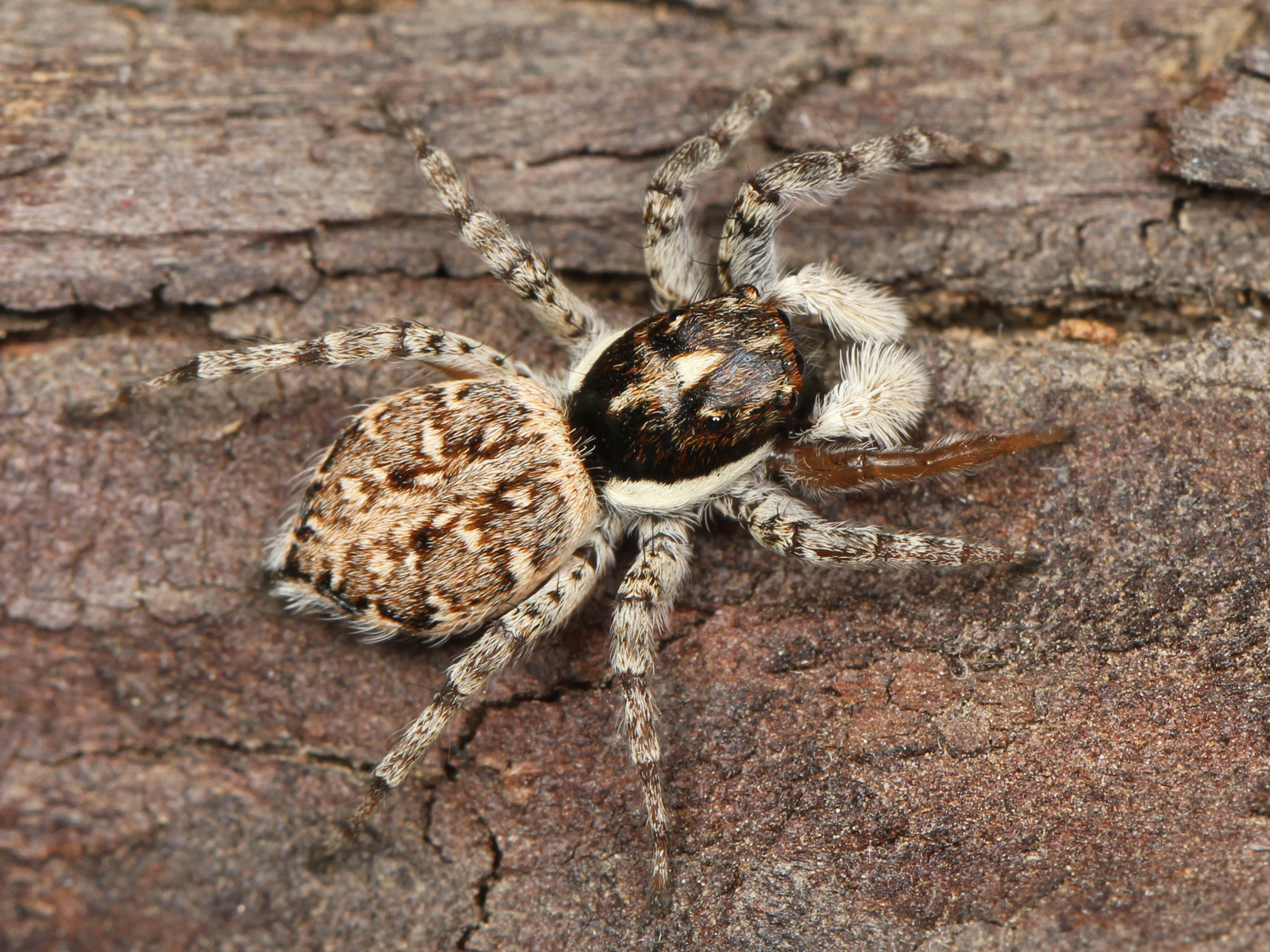
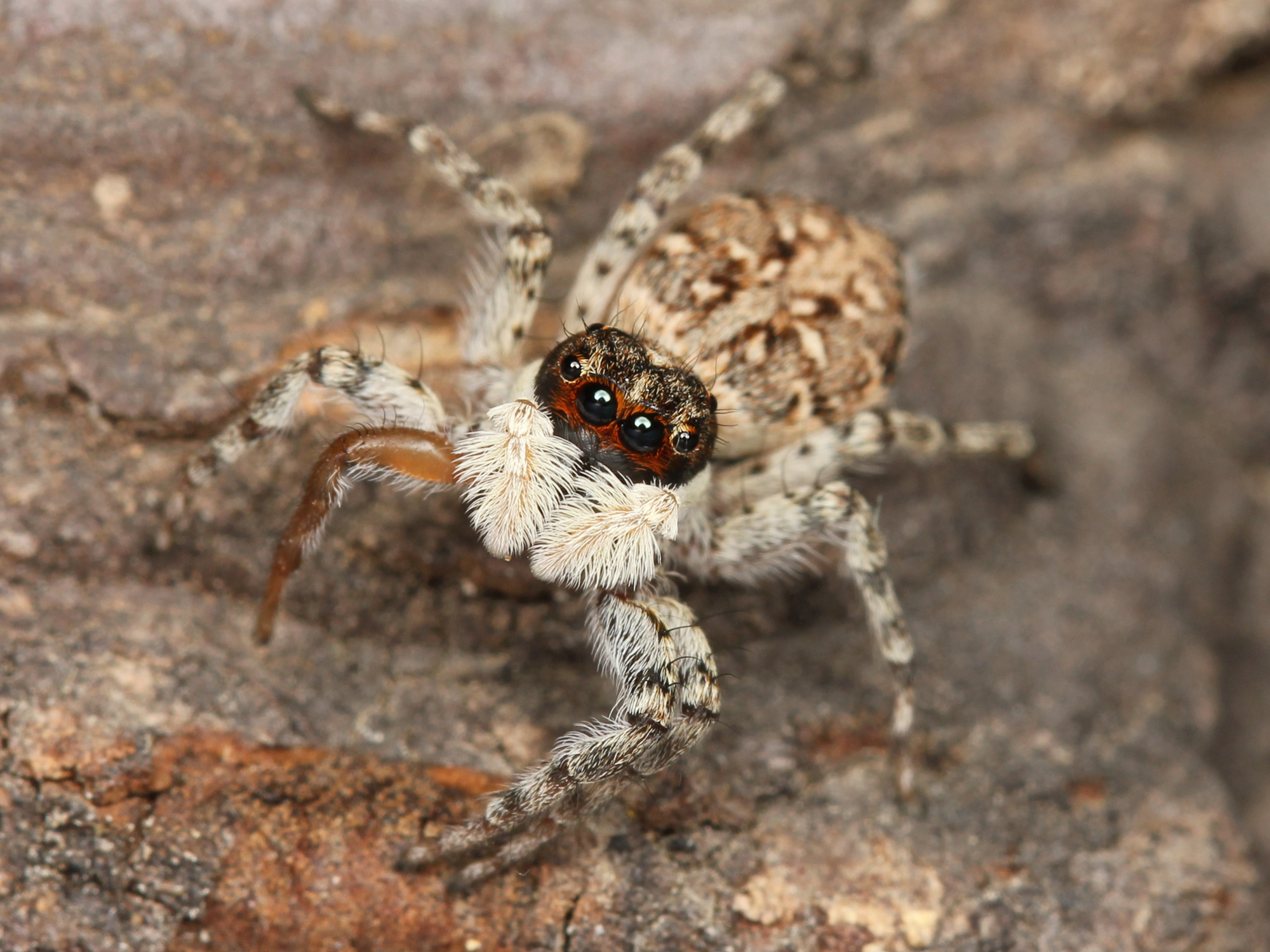
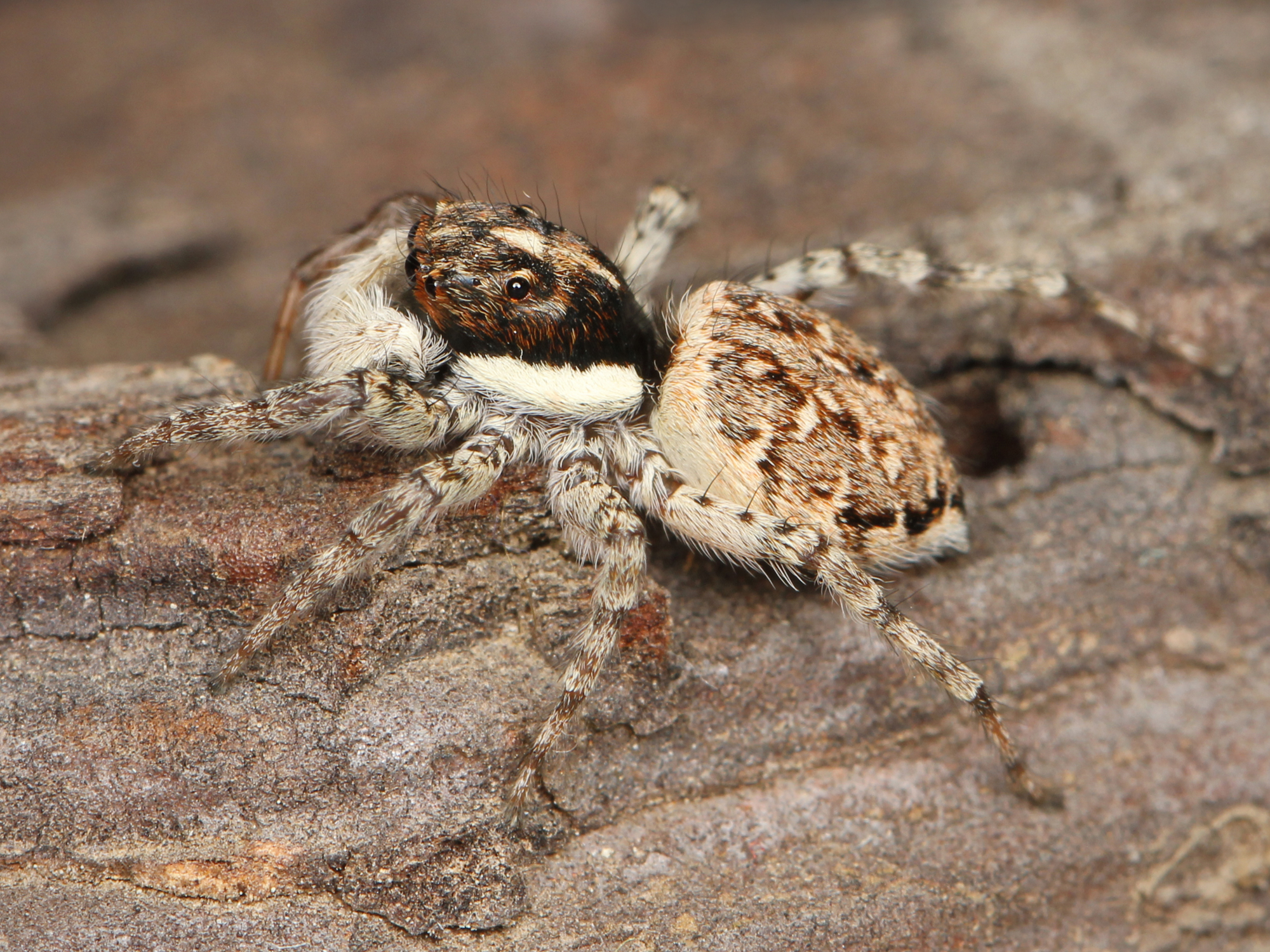
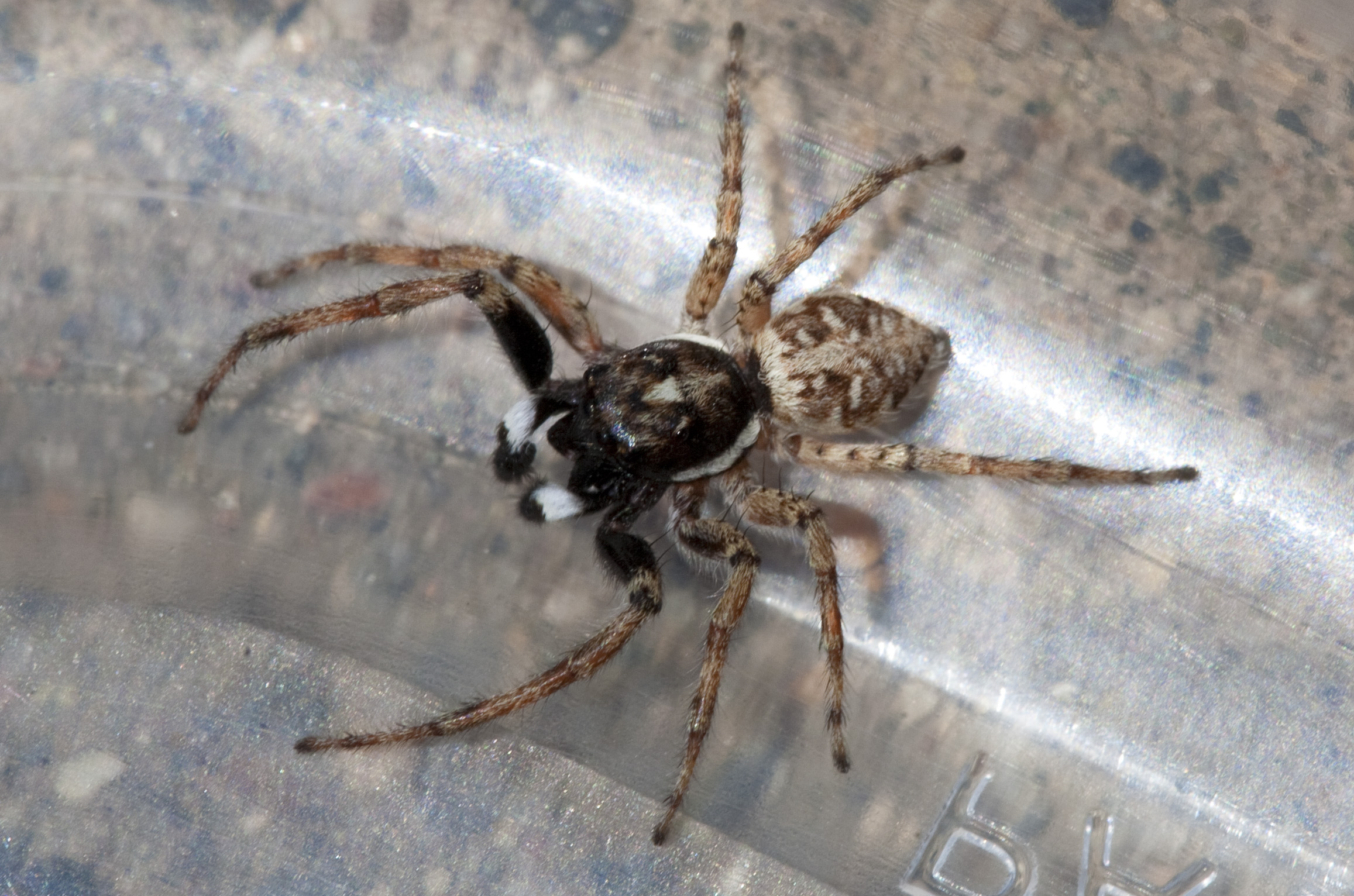